# Danny – bäst i världen
Danny – bäst i världen är en bok skriven av Roald Dahl 1975.

## Handling
Boken handlar om Danny och hans far, som bor ensamma i en gammal zigenarvagn i England, där de lever lyckligt, även om pappan försvinner ibland och kommer tillbaka inom kort. En natt så kan Danny inte sova, han undrar när hans pappa ska komma hem. När pappan senare kommer tillbaka så berättar han sin hemlighet för Danny: Han drivs av en ständig passion för tjuvjakt, särskilt i Hasselskog, som ägs av den rike fetknoppen Viktor Hassel. Hassel är mycket förmögen och hans liv består till största del att äga en skog där han föder upp fasaner - med kopiösa mängder pengar. Men årligen så inbjuds traktens societet till fasanjakt och det är så den otrevlige herr Hassel köper sig popularitet. Snart så visar det sig att de flesta av Dannys fars vänner i trakten tjuvjagar i Hasselskog - till stora risker, då godsägaren har anställt beväpnade vakter som lägger ut fällor för tjuvjägare. En natt så försvinner Dannys pappa och Danny beger sig till Hasselskog och letar efter honom. Pappan har trillat i en djup grop övertäckt med kvistar och brutit benet. Danny lyckas rädda honom och tillsammans så planerar de århundradets tjuvjakt: varenda fasan i Hasselskog skall plockas - natten före den stora jakten förstås!